# 格蘭德港
格蘭德港（Grand Haven）是位於美國密西根州渥太華郡的一個城市。格蘭德港是渥太華郡的郡治。格蘭德港位於密西根湖東岸。據2010年人口普查，格蘭德港有人口10,412人。